# Майр, Рихард (писатель)
Рихард Майр (нем. Mayr, 1848 — ?) — немецкий писатель, профессор немецкой литературы при Венской торговой академии.

## Список произведений
- «Die philosophische Geschichtsauffassung der Neuzeit» (1877),
- «Voltairestudien» («Sitzungsber. der Wien. Akad. der Wissensch.», 1879),
- «Zur Beurteilung Lessings» (1880),
- «Voltaire als Politiker u. Nationaloekonom» (1881),
- «Ritter und Peschel» (1881),
- «Die Erdkunde» (1881)